# Morro da Calheta
O Morro da Calheta é um afloramento rochoso marítimo localizado no Oceano Atlântico junto à costa da ilha de São Jorge, no concelho da Calheta arquipélago dos Açores.
Encontra-se nas coordenadas geográficas de Latitude 38º31.92'N e Longitude 27º04.74'W.

## Formação geológica e descrição
Apresenta-se com uma formação geológica em que o fundo é dominantemente constituído por depósitos de calhau rolado de pequena dimensão que recobrem outras formações constituídas estas por escoadas lávicas de natureza basáltica. Surgem também pequenos depósitos arenosos depositados em zonas mais fundas ou protegidas das correntes marinhas.
Esta formação apresenta uma profundidade variada, apresentando no entanto uma profundidade que ronda os 12 metros como cota média.
O aceso ao Morro da Calheta, só pode ser feito por mar dada a distância a que se encontra da costa. Encontra-se a 10 minhas milhas marítimas do Porto da Calheta e a meia milha marítima do Porto de Vila do Topo. A viagem de barco é feita ao longo da costa Norte da ilha de São Jorge permitindo uma vista surpreendente das altas falésias desta costa, algumas que caem praticamente a pique sobre o mar desde 600 metros de altitude.
É uma zona utilizada para a realização de mergulho predominantemente diurno. Não se trata de uma zona perigosa.

## Fauna e flora característica
A flora e fauna dominante deste baixa é a Asparagopsis armata, e chicharro no entanto é possível encontrar-se toda uma enorme variedade de fauna e flora marinha em que convivem mais de 96 espécies diferentes, sendo de 10.1 o índice de Margalef.

## Fauna e flora observável
- Água-viva (Pelagia noctiluca),
- Alga vermelha (Asparagopsis armata),
- Alga castanha (Dictyota dichotoma),
- Alga Roxa - (Bonnemaisonia hamifera).
- Anêmona-do-mar (Alicia mirabilis),
- Alface do mar (Ulva rígida)
- Ascídia-flor (Distaplia corolla),
- Boga (Boops boops),
- Bodião (labrídeos),
- Caravela-portuguesa (Physalia physalis),
- Chicharro (Trachurus picturatus).
- Craca - (Megabalanus azoricus).
- Estrela-do-mar (Ophidiaster ophidianus),
- Garoupa (serranídeos),
- Lapa - (Docoglossa),
- Musgo (Pterocladiella capillacea),
- Ouriço-do-mar-negro (Arbacia lixula),
- Ouriço-do-mar-roxo - (Strongylocentrotus purpuratus),
- Peixe-cão (Bodianus scrofa),
- Peixe-porco (Balistes carolinensis),
- Peixe-balão (Sphoeroides marmoratus),
- Peixei-rei (Coris julis),
- Polvo (Octopus vulgaris),
- Pomatomus saltator
- Ratão (Taeniura grabata),
- Salmonete (Mullus surmuletus),
- Solha (Bothus podas maderensis),
- Sargo (Dictyota dichotoma),
- Tartaruga-careta - (Caretta caretta),
- Zonaria flava,